# Eilema replana
Eilema replana är en fjärilsart som beskrevs av Lewin 1805. Eilema replana ingår i släktet Eilema och familjen björnspinnare. Inga underarter finns listade i Catalogue of Life.